# Сергиево (исторический район)
Се́ргиево (в 1918—2016 годах — Волода́рский) — исторический район Санкт-Петербурга, расположенный в границах современного Красносельского района Санкт-Петербурга.

## История
Посёлок Сергиево получил своё имя от расположенной неподалёку Приморской Свято-Троицкой Сергиевой пустыни. Обитель в честь преподобного Сергия Радонежского была основана у Финского залива во второй четверти XVIII века. До революции путь паломников в монастырь начинался у железнодорожной платформы Сергиево, от станции до монастыря по линии современного проспекта Будённого (тогда Монастырский проспект) действовала конно-железная дорога.
В 1918 году посёлок Сергиево был объединён с посёлком Александрово, новый населённый пункт получил название в честь члена президиума ВЦИК, комиссара по делам печати, пропаганды и агитации Володарского, члена Петроградского комитета РСДРП(б), члена президиума ВЦИК, агитатора, основателя «Красной газеты», убитого эсерами.
По данным переписи населения 1959 года, в посёлке Володарском проживали 8850 человек.
В 1963 году посёлок включён в черту Ленинграда (Кировский район). В 1973 году передан в состав вновь образованного Красносельского района.
В 2010 году, после неоднократных обращений местной православной общины храма преподобномученика Андрея Критского, железнодорожной платформе Володарская было возвращено первоначальное название Сергиево.
29 ноября 2016 года Володарскому было окончательно возвращено название Сергиево. До этого вариант Сергиево существовал факультативно и был неосновным.

## Связанные объекты
- По Сергиеву получил название Сергиевский путепровод на Красносельском шоссе.
- Новосергиевская улица, с 15.08.2019[6]

## Достопримечательности
- Здание вокзала станции Сергиево, XIX в. (на консервации). Арх. Н. Л. Бенуа, постр. 1855—1857 гг., в русском стиле.
- Храм-часовня у станции (постр. 1905). Здание часовни в русском стиле XVII века было возведено возле железнодорожной станции «Сергиевская Пустынь».
- Храм прмч. Андрея Критского, Покровская богадельня (просп. Ленина, 22)
- Дачный дом с башенкой (просп. Ленина, 15)
- Дачный дом с башенкой (Федеративная ул., 8)
- Баптистская церковь (МСЦ ЕХБ) (ул. Куйбышева, 2)
- Церковь адвентистов седьмого дня (Интернациональная ул., 7)
- Центр активного отдыха «Место силы» (Волхонское шоссе, 48)
- Конюшня КФХ «Гнедой» (ул. Некрасова, 14)
- Гетманский пруд
- Шунгеровский лесопарк (примыкает к посёлку с запада)
- «Дом цыганского барона» (Красносельское шоссе, 6)
- Воинское кладбище «Володарское»